# Severni tečajnik
Severni tečajnik ali arktični krog je eden od petih pomembnejših vzporedniških krogov, s katerimi so označene posebne zemljepisne širine na zemljevidih sveta. Označuje mejo, severno od katere je Sonce vsaj enkrat na leto nad obzorjem vseh 24 ur v dnevu ter vsaj enkrat pod obzorjem vseh 24 ur v dnevu. Njegov položaj je spremenljiv, saj se nagib Zemljine vrtilne osi počasi spreminja (približno 2º v 40.000 letih); na dan 5. junija 2016 je potekal  66°33′46.2″ severno od ekvatorja. Preračunano v razdaljo se vsako leto premakne približno 15 m proti severu. Območju severno od arktičnega kroga pravimo Arktika.
Njegova ustreznica na južni polobli je južni tečajnik, ki obdaja Antarktiko.

## Geografija
Tečajnik je dolg približno 17.662 km. Območje severno od njega je veliko približno 20 milijonov km² oz. 4 % zemeljskega površja.
Poteka, od zahoda proti vzhodu, čez Arktični ocean, Skandinavijo, Severno Azijo, Severno Ameriko in Grenlandijo. Prečka ozemlje osmih držav: Norveške, Švedske, Finske, Rusije, Združenih držav Amerike (Aljaska), Kanade, Danske (Grenlandija in Ferski otoki) ter Islandije (otoček Grímsey severno od glavnega otoka).